# Camí de l'Ullar
El Camí de l'Ullar és una pista rural del terme municipal de Sant Quirze Safaja, a la comarca del Moianès.
Arrenca de Bertí, davant i al nord de Cal Magre, des d'on s'adreça cap al sud-oest, passant sota l'extrem sud-occidental del Serrat de Querós i per damunt i al nord del Sot de Querós. Fa una volta cap al nord per anar a buscar el Sot de Bernils, que travessa i ressegueix pel costat de ponent. El camí va fent retombs per anar salvant les valls dels sots i torrents que travessa, fins que arriba a la masia de l'Ullar en uns tres quilòmetres i mig.